# Vansøen
Vansøen (tyrkisk: Van Gölü; armensk: Վանա լիճ, Vana lič̣; kurdisk: Gola Wanê) er den største sø i Tyrkiet med et areal på 3.713 km². Søen er placeret i det østlige Tyrkiet og har intet afløb, da dette blev stoppet af et vulkanudbrud i forhistorisk tid.
Søen er beliggende 1.640 meter over havets overflade, hvorfor der flere uger om året er frost ved søen. Grundet søens høje saltindhold fryser den dog sjældent til.